# 台湾狭叶艾
台湾狭叶艾（学名：Artemisia somai）是菊科蒿属的植物，是台灣的特有植物。分布在台灣本島，生长于海拔1,500米至2,000米的地区，一般生于石质坡地上，目前尚未由人工引种栽培。

## 别名
相马氏艾（台湾植物志）

## 异名
- Artemisia somai Hayata var. batakensis (Hayata) Kitamura